# أبواب صفاقس

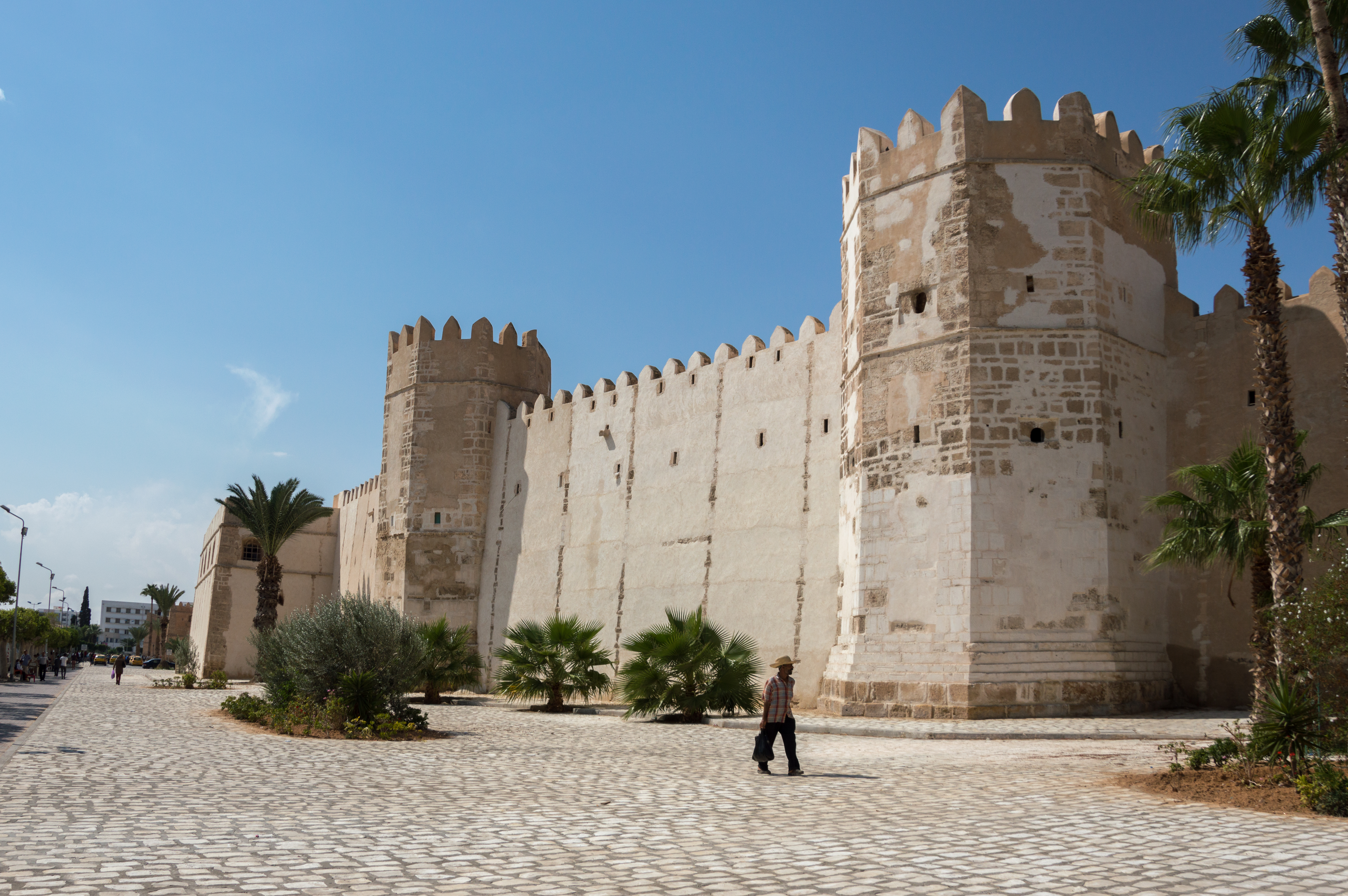
أسوار مدينة صفاقس

أبواب مدينة صفاقس هي نِقَاط الولوج المختلفة من وإلى مدينة صفاقس من خلال الأسوار المحيطة بها. تتكون من تسع أبواب، اثنان منها من القرون الوسطى وسبعة بنيت في القرن العشرين.

## أبواب القرون الوسطى
كان للمدينة مدخلين تاريخيين فقط: باب ديوان وَسَط الواجهة الجنوبية للأسوار وباب جبلي شمالاً. فرض الوضع الجغرافي للمدينة المحدود بالبرك عند الواجهة الشرقية وبحيرة على جانبها الغربي هذا القيد على مدخلين فقط.
يشكل شارع زقاق المار شريان المدينة الرئيسي والسبيل الأقصر الذي يربط بين البوابتين الشِّمالية والجنوبية. حول كل من هذين المدخلين، ولا سيما المدخل الشمالي الذي يصل المدينة مع المناطق المحيطة، هناك تركز كبير من مَحَالّ التجارية ممثلة بوالفنادق. أما المدخل الجنوبي فهو على اتصال بالمرافئ البحرية.
| رسم | اسم الباب | تاريخ | موقع | إحداثيات                                        |
| --- | --------- | --- | --- | ----------------------------------------------- |
|     | باب ديوان | فتح منتصف القرن التاسع، أعيد بناؤه عام 1306 من قبل الحفصيين ثم أعيد ترميمه عام 1619، وعام 1646، وعام 1748، وفي القرن العشرين. | بنيت هذه البوابة في منتصف الواجهة الجنوبية للأسوار الواقعة بين باب القصبة في الغرب وباب برج النار في الشرق. من الداخل، تؤدي نهاية باب الديوان إلى ساحة صغيرة أمام مسجد العجوزين، بينما يفتح هذا الباب من الخارج على الساحة الرئيسية في باب ديوان. في السابق، كان يطل مباشرة على ساحل البحر الأبيض المتوسط. | 34°44′05″N 10°45′44″E / 34.734736°N 10.762224°E |
|     | باب جبلي  | فتحه الأغالبة في منتصف التاسع القرن ثم أعيد بنائه في 1419، ورُممَ في 1756 و1809 تحت حكم الحسينيون.                              | تقع هذه البوابة في وسط الواجهة الشمالية للأسوار الواقعة بين باب نهج الباي وباب جبلي الجديد. يُفتح هذا المدخل في الداخل على سوق للخضار المجاور لمسجد بو شواشة، وفي الخارج، يطل على سوق مغطى أقيم أمام الأسوار.                                                                                               | 34°44′15″N 10°45′35″E / 34.737447°N 10.759716°E |

## أبواب معاصرة
هذه الأبواب فُتحت خلال القرن التاسع عشر والقرن العشرين، بُنيت الأبواب المعاصرة للتخفيف من ازدحام المدينة وتعزيز التبادل مع المناطق النائية.
| رسم | اسم الباب       | تاريخ                                               | موقع | معلومات شخصية                                   |
| --- | --------------- | --------------------------------------------------- | --- | ----------------------------------------------- |
|     | باب برج النار   | افتتح في بداية القرن العشرين                        | ثُبتتَ هذه البوابة في شرق الواجهة الجنوبية للسور وتتيح الوصول إلى برج النور، وهو جهاز دفاعي محصن يحتل الركن الجنوبي الشرقي من المدينة. نظرًا للتضاريس غير المتكافئة للموقع، يمكن الوصول إلى هذه الفتحة من خلال درج يؤدي إلى موقف للسيارات عند سفح الأسوار المجاورة لشارع علي بلحوان.                                                                                                | 34°44′07″N 10°45′47″E / 34.735268°N 10.762995°E |
|     | باب شرقي        | افتتح في مارس 1965.                                 | أُنشِئت هذه البوابة في منتصف الواجهة الشرقية للأسوار المفتوحة على حديقة وهران ومقر الشركة الوطنية التونسية للسكك الحديدية عبر Boulevard de l'Armée Nationale. من الداخل، يؤدي إلى شارع دي لا دريبا عبر سلم. يمثل هذا الباب الذي يمثل قوسًا نصف دائري، الطرف الشرقي للمحور الأوسط الشرقي الغربي الذي يقطع النسيج العمراني للمدينة طوليًا.                                             | 34°44′15″N 10°45′50″E / 34.737447°N 10.763793°E |
|     | باب غربي        | افتتح عام 1936 وأعيد ترميمه عام 1960                | تقع هذه البوابة في منتصف الواجهة الغربية للأسوار التي تفتح على منطقة بيكفيل عبر شارع 18-جانفييه. يمثل هذا الباب الطرف الغربي للمحور الأوسط الشرقي الغربي الذي يقطع طولياً النسيج العمراني لمدينة صفاقس. | 34°44′06″N 10°45′27″E / 34.735130°N 10.757595°E |
|     | باب جبلي الجديد | افتتح في بداية القرن العشرين في عهد ولاية محمد صادق | بُنيت هذه البوابة في منتصف الواجهة الشمالية للأسوار الواقعة بين باب جبلي وباب القصر. من الخارج، يتكون هذا الباب من فتحتين متجاورتين تنفتح على ساحة كبيرة تضم محطة حافلات. | 34°44′14″N 10°45′32″E / 34.737157°N 10.759013°E |
|     | باب القصبة      | افتتح في نهاية القرن التاسع عشر، ورُمم عام 1960      | أُنشِئ هذا الباب إلى غرب الواجهة الجنوبية للأسوار، وتتيح الوصول إلى ساحة مربعة مجاورة لقصبة صفاقس. الوصول إلى المدينة من خلال هذا الباب يؤدي إلى ساحة واسعة يحدها كل من مسجد سيدي إلياس وضريح الشيخ مفتاح والمدرسة العباسية من الشرق تحدها القصبة الذي يحمل الباب اسمها، إلى "الغرب. في الخارج، يطل باب القصبة على ساحة المقاومة وحديقة داكار والمدرسة الفنية عبر شارع علي بلهوان. | 34°44′00″N 10°45′34″E / 34.733329°N 10.759507°E |
|     | باب القصر       | افتتح في بداية القرن العشرين.                       | أُنشِئ هذا الباب في الجهة الغربية من الواجهة الشمالية للأسوار وتتيح الوصول إلى برج القصر، وهو جهاز دفاعي يحتل الركن الشمالي الغربي من سور المدينة. ونظرا لتضاريس متموجة من الموقع، يمكن الوصول إلى هذا الانفتاح من خلال الدرج الذي يؤدي إلى محطة الحافلات باب Jebli وفسقية الفندري، وصهريج من عصر الأغالبة المجاور لأحد جدران برج قصر.                                             | 34°44′12″N 10°45′26″E / 34.736556°N 10.757358°E |
|     | باب نهج الباي   | افتتح في بداية القرن العشرين.                       | تقع هذه البوابة في الجهة الشمالية من الأسوار، على بعد بضع عشرات من الأمتار شرق باب جبلي. بالنظر إلى التضاريس غير المتكافئة للموقع، يصل المرء إلى هذه الفتحة عبر درج يربط نهج الباي (شارع المنجي سليم الحالي) بالأسواق المقامة أمام الأسوار. | 34°44′15″N 10°45′37″E / 34.737575°N 10.760282°E |